# Copa Mundial de Fútbol de 1974

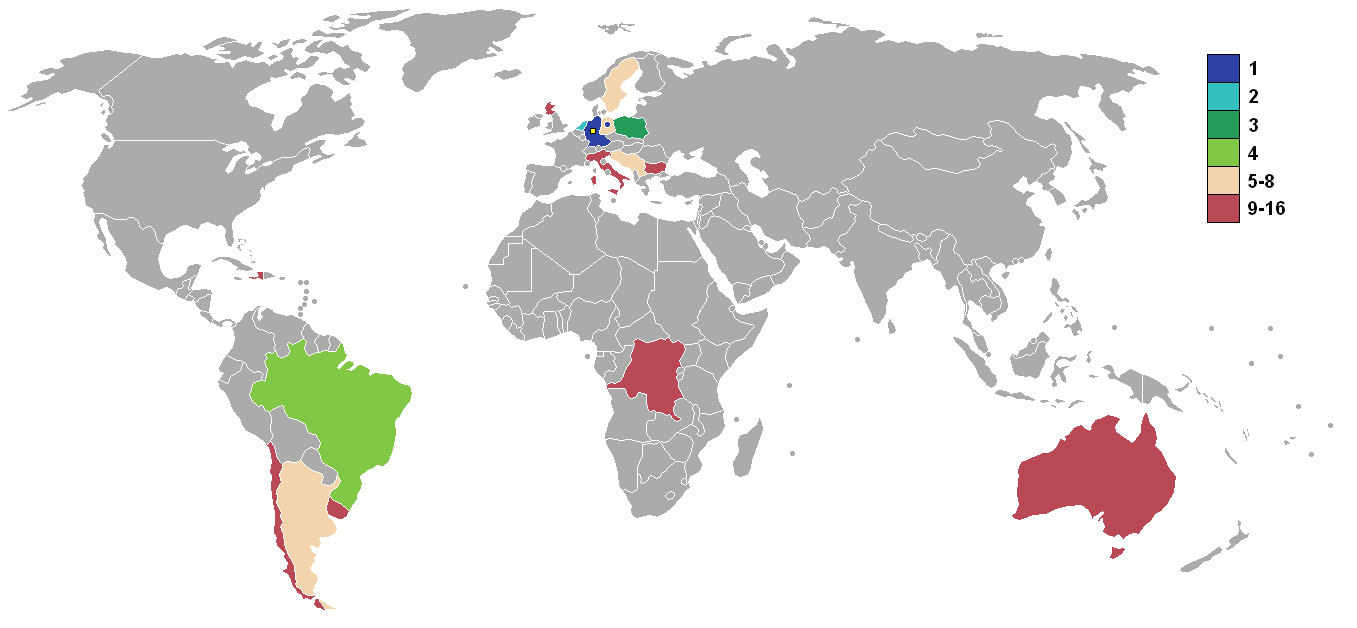
Mapa según los resultados de 1974

La Copa Mundial de la FIFA Alemania Federal 1974 (en alemán: Fußball-Weltmeisterschaft 1974) fue la décima edición de la Copa Mundial de Fútbol. Fue realizada en la Alemania Occidental (RFA) y en Berlín Occidental, entre el 13 de junio y el 7 de julio de 1974. Dieciséis selecciones nacionales participaron en el torneo que, como novedad, cambió el sistema en la segunda ronda: en lugar de realizar enfrentamientos a eliminación directa entre los ocho equipos que avanzaron, fueron divididos en 2 grupos de 4; los ganadores de cada grupo pasaron a la final y los segundos, a disputar el partido por el tercer puesto. Disputaron el partido final los Países Bajos y la RFA, que ganó por 2-1.
Este torneo vio por única ocasión, en fase de grupos, a Alemania Democrática y Alemania Federal enfrentarse en un partido oficial.
Este torneo dio a conocer al mundo a la llamada «Naranja Mecánica», la selección neerlandesa, cuyo juego destacaba por su «fútbol total», una táctica innovadora en la que todos defendían y atacaban. La estrella del equipo y uno de los mejores jugadores del campeonato fue Johan Cruyff, que jugaba en el Barcelona, equipo al que también entrenó años más tarde.
En esta edición del certamen apareció por primera vez la actual versión del trofeo. Se habían presentado 54 proyectos para el nuevo trofeo y se eligió el diseño del italiano Silvio Gazzaniga, de oro macizo, cinco kilos de peso y base de malaquita, ya que la Copa Jules Rimet se entregó a perpetuidad a Brasil en el torneo anterior.
Además, en esta edición ocurre que por primera vez se expulsa por medio de tarjeta roja y por dopaje a un jugador. La regla de la tarjeta roja se instauró en el mundial anterior pero, al no haber expulsados en dicho certamen, su estreno se produjo en esta cita. El primero en ser expulsado por la tarjeta roja fue el chileno Carlos Caszely en su primer partido mundialista frente al equipo local. El segundo jugador en ser expulsado y el primero por dopaje fue el haitiano Ernst Jean-Joseph en el partido contra Italia.

## Antecedentes
Alemania fue el país que comenzó la Segunda Guerra Mundial, conflicto en el que murieron millones de personas y que causó enormes pérdidas materiales de las que Europa tardó veinte años en recuperarse. Con este antecedente y el recuerdo aún vivo de su líder Adolf Hitler, parecía que Alemania no sería elegida sede de un Mundial hasta después del año 2000, pero el presidente de la FIFA, Sir Stanley Rous, creía que era injusto y por demás exagerado que Alemania no fuera sede de la Copa Mundial en los años 70, ya que la realidad del país y el pensamiento general de los mismos alemanes repudiaban el pasado nazi y deseaba una oportunidad de resarcir los errores. Además, habían obtenido un título mundial en 1954 y habían llegado muy lejos en 1958 (cuarto puesto), en 1966 (segundo) y en 1970 (tercero).
Alemania Federal consiguió su derecho a celebrar su primera Copa Mundial de Fútbol en el 35.º congreso de la FIFA, celebrado en Londres el 6 de julio de 1966, en el que también se asignaron las sedes de los dos siguientes campeonatos.
Una sorpresa de este mundial fue la participación de las dos selecciones alemanas: la de Alemania Federal y la de Alemania Democrática, que surgieron en 1948.
La otra candidatura que optaba a la celebración del mundial era la de España, que, aunque no logró su objetivo para 1974, fue asignada como sede para la Copa Mundial de Fútbol de 1982, pues Argentina lo había sido para la de 1978.

## Sedes

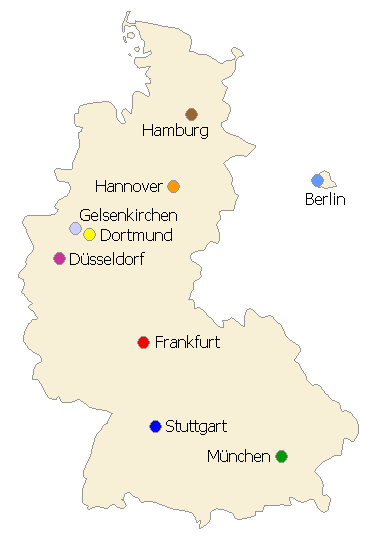
Ciudades sedes de la Copa Mundial de 1974

| Múnich             | Berlín Occidental    | Hamburgo          |
| ------------------ | -------------------- | ----------------- |
| Olímpico de Múnich | Olímpico de Berlín   | Volksparkstadion  |
| Capacidad: 80 000  | Capacidad: 86 000    | Capacidad: 62 000 |
|                    |                      |                   |
| Dortmund           | Düsseldorf           | Gelsenkirchen     |
| Westfalenstadion   | Rheinstadion         | Parkstadion       |
| Capacidad: 54 000  | Capacidad: 67 000    | Capacidad: 72 000 |
|                    |                      |                   |
| Fráncfort          | Hanover              | Stuttgart         |
| Waldstadion        | Niedersachsenstadion | Neckarstadion     |
| Capacidad: 61 000  | Capacidad: 65 000    | Capacidad: 71 000 |
|                    |                      |                   |

## Países participantes
En cursiva, los debutantes en la Copa Mundial de Fútbol.
| Clasificatorias | Clasificatorias | Clasificatorias | Clasificatorias | Clasificatorias | Clasificatorias |
| --------------- | --------------- | --------------- | --------------- | --------------- | --------------- |
| CAF             | AFC y OFC       | UEFA            | Concacaf        | Conmebol        |                 |

| Equipos participantes | Equipos participantes | Equipos participantes | Equipos participantes |
| --------------------- | --------------------- | --------------------- | --------------------- |
| Alemania Democrática  | Brasil                | Haití                 | Suecia                |
| Alemania Federal      | Bulgaria              | Italia                | Uruguay               |
| Argentina             | Chile                 | Países Bajos          | Yugoslavia            |
| Australia             | Escocia               | Polonia               | Zaire                 |

### Sorteo
Se acordó con el voto de la Comisión Organizadora de la FIFA respecto al sorteo. Había cuatro selecciones, los cuatro mejores del mundial anterior, que para empezar iban a ser colocados en grupos separados:
- Alemania Federal (anfitrión)
- Brasil (campeón defensor)
- Italia
- Uruguay

A continuación, las selecciones restantes para que sean ubicados en los grupos se determinaron dividiéndolos en sus respectivos bombos basado en secciones geográficas.
| Bombo 1: Europa Occidental                               | Bombo 2: Europa Oriental                         | Bombo 3: Sudamérica                               | Bombo 4: Resto del Mundo     |
| -------------------------------------------------------- | ------------------------------------------------ | ------------------------------------------------- | ---------------------------- |
| Alemania Federal (Anfitrión) Escocia Italia Países Bajos | Alemania Democrática Bulgaria Polonia Yugoslavia | Brasil (Campeón defensor) Argentina Chile Uruguay | Australia Haití Suecia Zaire |

## Árbitros
- Heinz Aldinger
- Aurelio Angonese
- Dogan Babacan
- Ramón Barreto
- Tony Boskovic
- Robert Davidson
- Omar Delgado
- Arie van Gemert
- Rudi Glöckner
- Alfonso González Archundia
- Mostafa Kamel
- Pavel Kazakov
- Erich Linemayr
- Vicente Llobregat
- Vital Loraux
- Armando Marques
- Jafar Namdar
- Youssou Ndiaye
- Karoly Palotai
- Edison Pérez Núñez
- Luis Pestarino
- Nicolae Rainea
- Pablo Sánchez Ibáñez
- Ruedi Scheurer
- Gerhard Schulenburg
- Govindasamy Suppiah
- Jack Taylor
- John Thomas
- Kurt Tschenscher
- Hans Joachim Weyland
- Werner Winsemann

## Resultados
Los horarios corresponden a la hora de Alemania (CEST; UTC+2)

### Primera fase

#### Grupo 1
| Selección            | Pts. | PJ | PG | PE | PP | GF | GC | Dif. |
| -------------------- | ---- | -- | -- | -- | -- | -- | -- | ---- |
| Alemania Democrática | 5    | 3  | 2  | 1  | 0  | 4  | 1  | 3    |
| Alemania Federal     | 4    | 3  | 2  | 0  | 1  | 4  | 1  | 3    |
| Chile                | 2    | 3  | 0  | 2  | 1  | 1  | 2  | –1   |
| Australia            | 1    | 3  | 0  | 1  | 2  | 0  | 5  | –5   |

| 14 de junio de 1974, 16:00                                                                   | Alemania Federal | 1:0 (1:0) | Chile | Estadio Olímpico de Berlín, Berlín Occidental                       |                                                                     |
|                                                                                              | Breitner 18'     | Reporte   |       | Asistencia: 81.100 espectadores Árbitro(s): Dogan Babacan (Turquía) | Asistencia: 81.100 espectadores Árbitro(s): Dogan Babacan (Turquía) |
| Carlos Caszely es el primer expulsado por el sistema de tarjeta roja instaurado por la FIFA. |                  |           |       |                                                                     |                                                                     |

| 14 de junio de 1974, 19:30 | Alemania Democrática            | 2:0 (0:0) | Australia | Volksparkstadion, Hamburgo                                           |                                                                      |
|                            | Curran 58' (a.g.) · Streich 72' | Reporte   |           | Asistencia: 17.000 espectadores Árbitro(s): Youssou Ndiaye (Senegal) | Asistencia: 17.000 espectadores Árbitro(s): Youssou Ndiaye (Senegal) |

| 18 de junio de 1974, 16:00 | Australia | 0:3 (0:2) | Alemania Federal                        | Volksparkstadion, Hamburgo                                         |                                                                    |
|                            |           | Reporte   | Overath 12' · Cullmann 34' · Müller 53' | Asistencia: 53.300 espectadores Árbitro(s): Mostafa Kamel (Egipto) | Asistencia: 53.300 espectadores Árbitro(s): Mostafa Kamel (Egipto) |

| 18 de junio de 1974, 19:30 | Chile       | 1:1 (0:0) | Alemania Democrática | Estadio Olímpico de Berlín, Berlín Occidental                         |                                                                       |
|                            | Ahumada 69' | Reporte   | Hoffmann 55'         | Asistencia: 28.300 espectadores Árbitro(s): Aurelio Angonese (Italia) | Asistencia: 28.300 espectadores Árbitro(s): Aurelio Angonese (Italia) |

| 22 de junio de 1974, 16:00 | Australia | 0:0     | Chile | Estadio Olímpico de Berlín, Berlín Occidental                   |                                                                 |
|                            |           | Reporte |       | Asistencia: 17.400 espectadores Árbitro(s): Jafar Namdar (Irán) | Asistencia: 17.400 espectadores Árbitro(s): Jafar Namdar (Irán) |

| 22 de junio de 1974, 19:30 | Alemania Democrática | 1:0 (0:0) | Alemania Federal | Volksparkstadion, Hamburgo                                          |                                                                     |
|                            | Sparwasser 77'       | Reporte   |                  | Asistencia: 60.200 espectadores Árbitro(s): Ramón Barreto (Uruguay) | Asistencia: 60.200 espectadores Árbitro(s): Ramón Barreto (Uruguay) |

#### Grupo 2
| Selección  | Pts. | PJ | PG | PE | PP | GF | GC | Dif. |
| ---------- | ---- | -- | -- | -- | -- | -- | -- | ---- |
| Yugoslavia | 4    | 3  | 1  | 2  | 0  | 10 | 1  | 9    |
| Brasil     | 4    | 3  | 1  | 2  | 0  | 3  | 0  | 3    |
| Escocia    | 4    | 3  | 1  | 2  | 0  | 3  | 1  | 2    |
| Zaire      | 0    | 3  | 0  | 0  | 3  | 0  | 14 | –14  |

| 13 de junio de 1974, 17:00 | Brasil | 0:0     | Yugoslavia | Waldstadion, Fráncfort                                             |                                                                    |
|                            |        | Reporte |            | Asistencia: 62.000 espectadores Árbitro(s): Ruedi Scheurer (Suiza) | Asistencia: 62.000 espectadores Árbitro(s): Ruedi Scheurer (Suiza) |

| 14 de junio de 1974, 19:30 | Zaire | 0:2 (0:2) | Escocia                  | Westfalenstadion, Dortmund                                                 |                                                                            |
|                            |       | Reporte   | Lorimer 26' · Jordan 34' | Asistencia: 27.000 espectadores Árbitro(s): Gerhard Schulenburg (Alemania) | Asistencia: 27.000 espectadores Árbitro(s): Gerhard Schulenburg (Alemania) |

| 18 de junio de 1974, 19:30 | Escocia | 0:0     | Brasil | Waldstadion, Fráncfort                                                     |                                                                            |
|                            |         | Reporte |        | Asistencia: 62.000 espectadores Árbitro(s): Arie van Gemert (Países Bajos) | Asistencia: 62.000 espectadores Árbitro(s): Arie van Gemert (Países Bajos) |

| 18 de junio de 1974, 19:30 | Yugoslavia                                                                                                 | 9:0 (6:0) | Zaire | Parkstadion, Gelsenkirchen                                          |                                                                     |
|                            | Bajević 8', 30', 81' · Džajić 14' · Šurjak 18' · Katalinski 22' · Bogićević 35' · Oblak 61' · Petković 65' | Reporte   |       | Asistencia: 31.700 espectadores Árbitro(s): Omar Delgado (Colombia) | Asistencia: 31.700 espectadores Árbitro(s): Omar Delgado (Colombia) |

| 22 de junio de 1974, 16:00 | Escocia    | 1:1 (0:0) | Yugoslavia | Waldstadion, Fráncfort                                                          |                                                                                 |
|                            | Jordan 88' | Reporte   | Karasi 81' | Asistencia: 56.000 espectadores Árbitro(s): Alfonso González Archundia (México) | Asistencia: 56.000 espectadores Árbitro(s): Alfonso González Archundia (México) |

| 22 de junio de 1974, 16:00 | Zaire | 0:3 (0:1) | Brasil                                       | Parkstadion, Gelsenkirchen                                           |                                                                      |
|                            |       | Reporte   | Jairzinho 12' · Rivelino 66' · Valdomiro 79' | Asistencia: 36.200 espectadores Árbitro(s): Nicolae Rainea (Rumania) | Asistencia: 36.200 espectadores Árbitro(s): Nicolae Rainea (Rumania) |

#### Grupo 3
| Selección    | Pts. | PJ | PG | PE | PP | GF | GC | Dif. |
| ------------ | ---- | -- | -- | -- | -- | -- | -- | ---- |
| Países Bajos | 5    | 3  | 2  | 1  | 0  | 6  | 1  | 5    |
| Suecia       | 4    | 3  | 1  | 2  | 0  | 3  | 0  | 3    |
| Bulgaria     | 2    | 3  | 0  | 2  | 1  | 2  | 5  | –3   |
| Uruguay      | 1    | 3  | 0  | 1  | 2  | 1  | 6  | –5   |

| 15 de junio de 1974, 16:00 | Suecia | 0:0     | Bulgaria | Rheinstadion, Düsseldorf                                              |                                                                       |
|                            |        | Reporte |          | Asistencia: 23.800 espectadores Árbitro(s): Edison Pérez Núñez (Perú) | Asistencia: 23.800 espectadores Árbitro(s): Edison Pérez Núñez (Perú) |

| 15 de junio de 1974, 16:00 | Uruguay | 0:2 (0:1) | Países Bajos | Niedersachsenstadion, Hannover                                       |                                                                      |
|                            |         | Reporte   | Rep 16', 86' | Asistencia: 55.100 espectadores Árbitro(s): Karoly Palotai (Hungría) | Asistencia: 55.100 espectadores Árbitro(s): Karoly Palotai (Hungría) |

| 19 de junio de 1974, 19:30 | Países Bajos | 0:0     | Suecia | Westfalenstadion, Dortmund                                            |                                                                       |
|                            |              | Reporte |        | Asistencia: 53.700 espectadores Árbitro(s): Werner Winsemann (Canadá) | Asistencia: 53.700 espectadores Árbitro(s): Werner Winsemann (Canadá) |

| 19 de junio de 1974, 19:30 | Bulgaria  | 1:1 (0:0) | Uruguay    | Niedersachsenstadion, Hannover                                       |                                                                      |
|                            | Bonev 75' | Reporte   | Pavoni 87' | Asistencia: 13.400 espectadores Árbitro(s): Jack Taylor (Inglaterra) | Asistencia: 13.400 espectadores Árbitro(s): Jack Taylor (Inglaterra) |

| 23 de junio de 1974, 16:00 | Bulgaria        | 1:4 (0:2) | Países Bajos                                          | Westfalenstadion, Dortmund                                          |                                                                     |
|                            | Krol 78' (a.g.) | Reporte   | Neeskens 5' (pen.) 45' (pen.) · Rep 71' · de Jong 88' | Asistencia: 53.300 espectadores Árbitro(s): Tony Boskovic (Austria) | Asistencia: 53.300 espectadores Árbitro(s): Tony Boskovic (Austria) |

| 23 de junio de 1974, 16:00 | Suecia                          | 3:0 (0:0) | Uruguay | Rheinstadion, Düsseldorf                                             |                                                                      |
|                            | Edstrom 46', 77' · Sandberg 74' | Reporte   |         | Asistencia: 28.300 espectadores Árbitro(s): Erich Linemayr (Austria) | Asistencia: 28.300 espectadores Árbitro(s): Erich Linemayr (Austria) |

#### Grupo 4
| Selección | Pts. | PJ | PG | PE | PP | GF | GC | Dif. |
| --------- | ---- | -- | -- | -- | -- | -- | -- | ---- |
| Polonia   | 6    | 3  | 3  | 0  | 0  | 12 | 3  | 9    |
| Argentina | 3    | 3  | 1  | 1  | 1  | 7  | 5  | 2    |
| Italia    | 3    | 3  | 1  | 1  | 1  | 5  | 4  | 1    |
| Haití     | 0    | 3  | 0  | 0  | 3  | 2  | 14 | –12  |

| 15 de junio de 1974, 18:00                                                                              | Italia                                  | 3:1 (0:0) | Haití     | Estadio Olímpico de Múnich, Múnich                                        |                                                                           |
| | Rivera 52' · Benetti 66' · Anastasi 79' | Reporte   | Sanon 46' | Asistencia: 53.000 espectadores Árbitro(s): Vicente Llobregat (Venezuela) | Asistencia: 53.000 espectadores Árbitro(s): Vicente Llobregat (Venezuela) |
| El haitiano Ernst Jean-Joseph es acompañado para el control antidopaje, retirándose del campo de juego. |                                         |           |           |                                                                           |                                                                           |

| 15 de junio de 1974, 18:00 | Polonia                    | 3:2 (2:0) | Argentina                   | Neckarstadion, Stuttgart                                        |                                                                 |
|                            | Lato 7', 62' · Szarmach 8' | Reporte   | Heredia 60' · Babington 66' | Asistencia: 32.700 espectadores Árbitro(s): John Thomas (Gales) | Asistencia: 32.700 espectadores Árbitro(s): John Thomas (Gales) |

| 19 de junio de 1974, 19:30 | Argentina    | 1:1 (1:1) | Italia             | Neckarstadion, Stuttgart                                                    |                                                                             |
|                            | Houseman 19' | Reporte   | Perfumo 35' (a.g.) | Asistencia: 70.100 espectadores Árbitro(s): Pavel Kazakov (Unión Soviética) | Asistencia: 70.100 espectadores Árbitro(s): Pavel Kazakov (Unión Soviética) |

| 19 de junio de 1974, 19:30 | Haití | 0:7 (0:5) | Polonia                                                         | Estadio Olímpico de Múnich, Múnich                                         |                                                                            |
|                            |       | Reporte   | Lato 17', 87' · Deyna 18' · Szarmach 30', 34', 50' · Gorgon 31' | Asistencia: 25.300 espectadores Árbitro(s): Govinahsamy Suppiah (Singapur) | Asistencia: 25.300 espectadores Árbitro(s): Govinahsamy Suppiah (Singapur) |

| 23 de junio de 1974, 16:00 | Polonia                  | 2:1 (2:0) | Italia      | Neckarstadion, Stuttgart                                                            |                                                                                     |
|                            | Szarmach 38' · Deyna 44' | Reporte   | Capello 86' | Asistencia: 70.100 espectadores Árbitro(s): Hans Joachim Weyland (Alemania Federal) | Asistencia: 70.100 espectadores Árbitro(s): Hans Joachim Weyland (Alemania Federal) |

| 23 de junio de 1974, 16:00 | Argentina                                   | 4:1 (2:0) | Haití     | Estadio Olímpico de Múnich, Múnich                                        |                                                                           |
|                            | Yazalde 15', 68' · Houseman 18' · Ayala 55' | Reporte   | Sanon 63' | Asistencia: 25.900 espectadores Árbitro(s): Pablo Sánchez Ibáñez (España) | Asistencia: 25.900 espectadores Árbitro(s): Pablo Sánchez Ibáñez (España) |

### Segunda fase

#### Grupo A

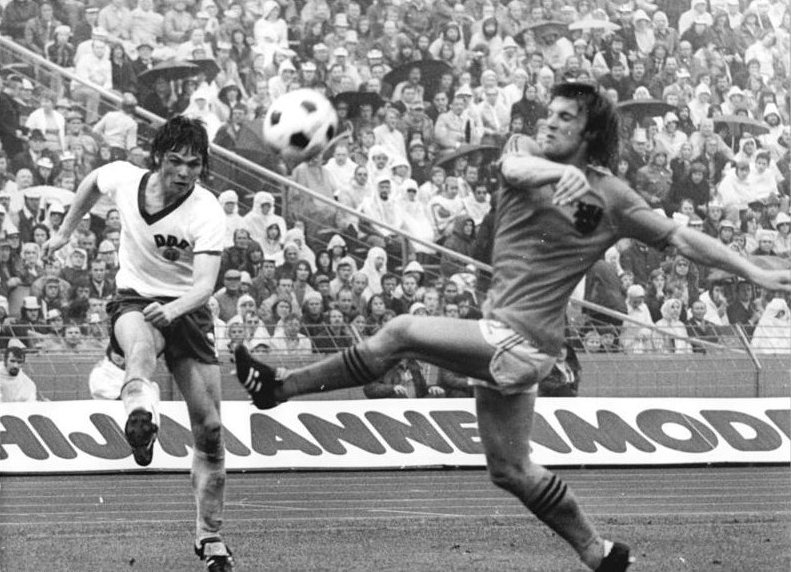
Partido entre Alemania Oriental y los Países Bajos (0 - 2). En la imagen el alemán oriental Jürgen Pommerenke, con camiseta blanca, y el neerlandés Ruud Krol.

| Selección            | Pts. | PJ | PG | PE | PP | GF | GC | Dif. |
| -------------------- | ---- | -- | -- | -- | -- | -- | -- | ---- |
| Países Bajos         | 6    | 3  | 3  | 0  | 0  | 8  | 0  | 8    |
| Brasil               | 4    | 3  | 2  | 0  | 1  | 3  | 3  | 0    |
| Alemania Democrática | 1    | 3  | 0  | 1  | 2  | 1  | 4  | –3   |
| Argentina            | 1    | 3  | 0  | 1  | 2  | 2  | 7  | –5   |

| 26 de junio de 1974, 19:30 | Países Bajos                         | 4:0 (2:0) | Argentina | Parkstadion, Gelsenkirchen                                            |                                                                       |
|                            | Cruyff 10', 90' · Krol 25' · Rep 73' | Reporte   |           | Asistencia: 56.548 espectadores Árbitro(s): Robert Davidson (Escocia) | Asistencia: 56.548 espectadores Árbitro(s): Robert Davidson (Escocia) |

| 26 de junio de 1974, 19:30 | Brasil       | 1:0 (0:0) | Alemania Democrática | Niedersachsenstadion, Hannover                                  |                                                                 |
|                            | Rivelino 60' | Reporte   |                      | Asistencia: 59.863 espectadores Árbitro(s): John Thomas (Gales) | Asistencia: 59.863 espectadores Árbitro(s): John Thomas (Gales) |

| 30 de junio de 1974, 16:00 | Alemania Democrática | 0:2 (0:1) | Países Bajos                   | Parkstadion, Gelsenkirchen                                         |                                                                    |
|                            |                      | Reporte   | Neeskens 13' · Rensenbrink 59' | Asistencia: 68.348 espectadores Árbitro(s): Ruedi Scheurer (Suiza) | Asistencia: 68.348 espectadores Árbitro(s): Ruedi Scheurer (Suiza) |

| 30 de junio de 1974, 16:00                                                                     | Argentina    | 1:2 (1:1) | Brasil                       | Niedersachsenstadion, Hannover                                     |                                                                    |
|                                                                                                | Brindisi 35' | Reporte   | Rivelino 32' · Jairzinho 49' | Asistencia: 39.400 espectadores Árbitro(s): Vital Loraux (Bélgica) | Asistencia: 39.400 espectadores Árbitro(s): Vital Loraux (Bélgica) |
| Primer enfrentamiento en un Mundial de Fútbol entre Argentina y Brasil con victoria brasileña. |              |           |                              |                                                                    |                                                                    |

| 3 de julio de 1974, 19:30 | Países Bajos              | 2:0 (0:0) | Brasil | Westfalenstadion, Dortmund                                              |                                                                         |
|                           | Neeskens 50' · Cruyff 65' | Reporte   |        | Asistencia: 53.700 espectadores Árbitro(s): Kurt Tschenscher (Alemania) | Asistencia: 53.700 espectadores Árbitro(s): Kurt Tschenscher (Alemania) |

| 3 de julio de 1974, 19:30 | Argentina    | 1:1 (1:1) | Alemania Democrática | Parkstadion, Gelsenkirchen                                           |                                                                      |
|                           | Houseman 20' | Reporte   | Streich 14'          | Asistencia: 54.254 espectadores Árbitro(s): Jack Taylor (Inglaterra) | Asistencia: 54.254 espectadores Árbitro(s): Jack Taylor (Inglaterra) |

#### Grupo B
| Selección        | Pts. | PJ | PG | PE | PP | GF | GC | Dif. |
| ---------------- | ---- | -- | -- | -- | -- | -- | -- | ---- |
| Alemania Federal | 6    | 3  | 3  | 0  | 0  | 7  | 2  | 5    |
| Polonia          | 4    | 3  | 2  | 0  | 1  | 3  | 2  | 1    |
| Suecia           | 2    | 3  | 1  | 0  | 2  | 4  | 6  | –2   |
| Yugoslavia       | 0    | 3  | 0  | 0  | 3  | 2  | 6  | –4   |

| 26 de junio de 1974, 16:00 | Yugoslavia | 0:2 (0:1) | Alemania Federal          | Rheinstadion, Düsseldorf                                             |                                                                      |
|                            |            | Reporte   | Breitner 39' · Müller 82' | Asistencia: 67.385 espectadores Árbitro(s): Armando Marques (Brasil) | Asistencia: 67.385 espectadores Árbitro(s): Armando Marques (Brasil) |

| 26 de junio de 1974, 19:30 | Suecia | 0:1 (0:1) | Polonia  | Neckarstadion, Stuttgart                                            |                                                                     |
|                            |        | Reporte   | Lato 43' | Asistencia: 44.955 espectadores Árbitro(s): Ramón Barreto (Uruguay) | Asistencia: 44.955 espectadores Árbitro(s): Ramón Barreto (Uruguay) |

| 30 de junio de 1974, 16:00 | Polonia                     | 2:1 (2:1) | Yugoslavia | Waldstadion, Fráncfort                                                       |                                                                              |
|                            | Deyna 24' (pen.) · Lato 62' | Reporte   | Karasi 43' | Asistencia: 58.000 espectadores Árbitro(s): Rudi Glöckner (Alemania Federal) | Asistencia: 58.000 espectadores Árbitro(s): Rudi Glöckner (Alemania Federal) |

| 30 de junio de 1974, 19:30 | Alemania Federal                                              | 4:2 (0:1) | Suecia                     | Rheinstadion, Düsseldorf                                                    |                                                                             |
|                            | Overath 51' · Bonhof 52' · Grabowski 76' · Hoeness 89' (pen.) | Reporte   | Edstrom 24' · Sandberg 53' | Asistencia: 67.800 espectadores Árbitro(s): Pavel Kazakov (Unión Soviética) | Asistencia: 67.800 espectadores Árbitro(s): Pavel Kazakov (Unión Soviética) |

| 3 de julio de 1974, 17:00 | Polonia | 0:1 (0:0) | Alemania Federal | Waldstadion, Fráncfort                                               |                                                                      |
|                           |         | Reporte   | Müller 76'       | Asistencia: 62.000 espectadores Árbitro(s): Erich Linemayr (Austria) | Asistencia: 62.000 espectadores Árbitro(s): Erich Linemayr (Austria) |

| 3 de julio de 1974, 19:30 | Suecia                        | 2:1 (1:1) | Yugoslavia | Rheinstadion, Düsseldorf                                               |                                                                        |
|                           | Edstrom 29' · Torstensson 85' | Reporte   | Surjak 27' | Asistencia: 41.300 espectadores Árbitro(s): Luis Pestarino (Argentina) | Asistencia: 41.300 espectadores Árbitro(s): Luis Pestarino (Argentina) |

### Fase final
|  | Final                        |   |
|  |                              |   |
|  | 7 de julio − Múnich          |   |
|  |                              |   |
|  | Países Bajos                 | 1 |
|  | Países Bajos                 | 1 |
|  | Alemania Federal             | 2 |
|  | Alemania Federal             | 2 |
|  |                              |   |
|  |                              |   |
|  |                              |   |
|  | Partido por el tercer puesto |   |
|  |                              |   |
|  | 6 de julio − Múnich          |   |
|  |                              |   |
|  | Brasil                       | 0 |
|  | Brasil                       | 0 |
|  | Polonia                      | 1 |
|  | Polonia                      | 1 |

#### Tercer puesto

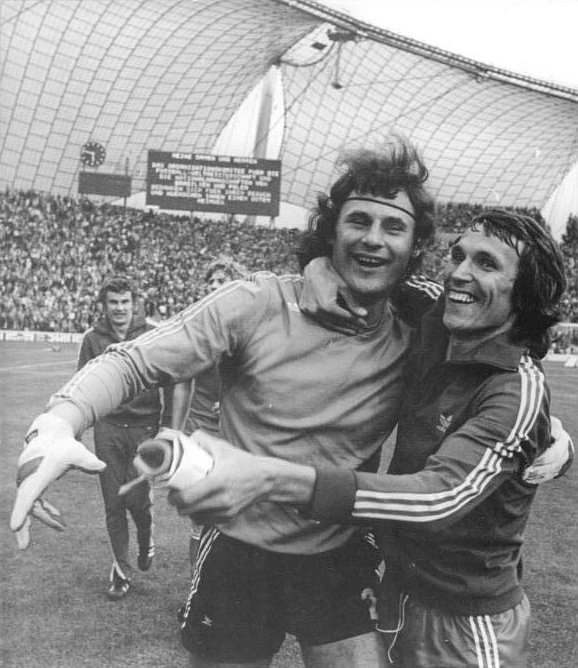
El portero polaco Jan Tomaszewski celebra el tercer puesto logrado frente a Brasil, el mejor resultado hasta la fecha de Polonia.

| 6 de julio de 1974, 16:00 | Brasil | 0:1 (0:0) | Polonia  | Estadio Olímpico de Múnich, Múnich                                    |                                                                       |
|                           |        | Reporte   | Lato 76' | Asistencia: 77.100 espectadores Árbitro(s): Aurelio Angonese (Italia) | Asistencia: 77.100 espectadores Árbitro(s): Aurelio Angonese (Italia) |

| BRASIL                              | POLONIA                                                    |
| ----------------------------------- | ---------------------------------------------------------- |
| 1 Leao                              | 2 Jan Tomaszewski                                          |
| 6 Marinho                           | 9 Wladyslaw Zmuda                                          |
| 13 Valdomiro                        | 12 Kazimierz Deyna                                         |
| 21 Dirceu                           | 16 Grzegorz Lato                                           |
| 7 Jairzinho                         | 17 Andrzej Szarmach                                        |
| 10 Rivelino                         | 4 Antoni Szymanowski                                       |
| 3 Marinho Peres                     | 6 Jerzy Gorgon                                             |
| 4 Ze Maria                          | 10 Adam Musial                                             |
| 11 Paulo Cézar                      | 13 Henryk Kasperczak                                       |
| 15 Alfredo III                      | 14 Zygmunt Maszczyk                                        |
| 18 Ademir II                        | 18 Robert Gadocha                                          |
| DT Mário Zagallo                    | DT Kazimierz Gorski                                        |
| Cambios Mirandinha (Ademir II, 66') | Cambios Cmikiewicz (Kasperczak, 73') Kapka (Szarmach, 75') |
| Amonestados Jairzinho (76')         | Amonestados Kasperczak (71')                               |

#### Final

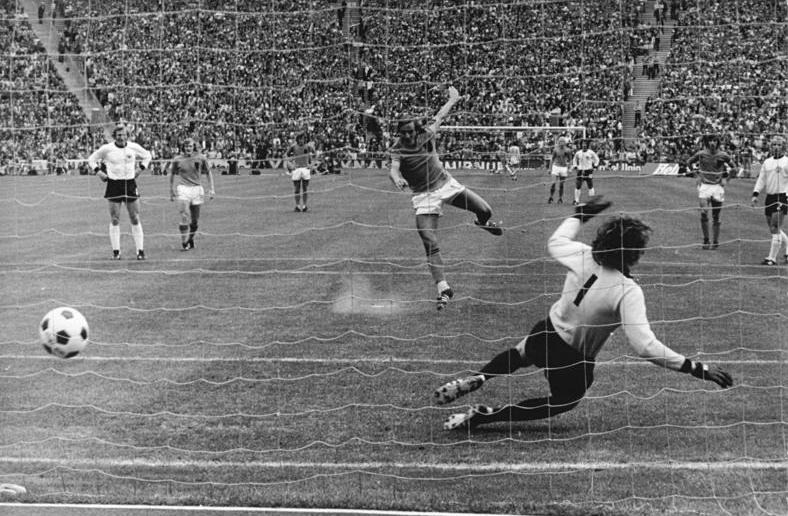
Johan Neeskens lanza el tiro penal con el que Países Bajos se adelanta en la final. Después, Alemania Federal remontaría el encuentro.

| 7 de julio de 1974, 16:00 | Países Bajos       | 1:2 (1:2) | Alemania Federal                 | Estadio Olímpico de Múnich, Múnich                                   |                                                                      |
| | Neeskens 2' (pen.) | Reporte   | Breitner 25' (pen.) · Müller 43' | Asistencia: 78.200 espectadores Árbitro(s): Jack Taylor (Inglaterra) | Asistencia: 78.200 espectadores Árbitro(s): Jack Taylor (Inglaterra) |
| Por segunda vez, un país es campeón habiendo perdido un encuentro, siendo otra vez Alemania. Es la segunda selección en ser campeona luego de quedar segunda en su grupo. El gol de Johan Neeskens fue el primero en ser por la vía del penal y el gol más rápido en una final de Copa del Mundo. |                    |           |                                  |                                                                      |                                                                      |

|                                     |
| Bandera de Alemania                 |
| Campeón Alemania Federal 2.º título |

## Goleadores

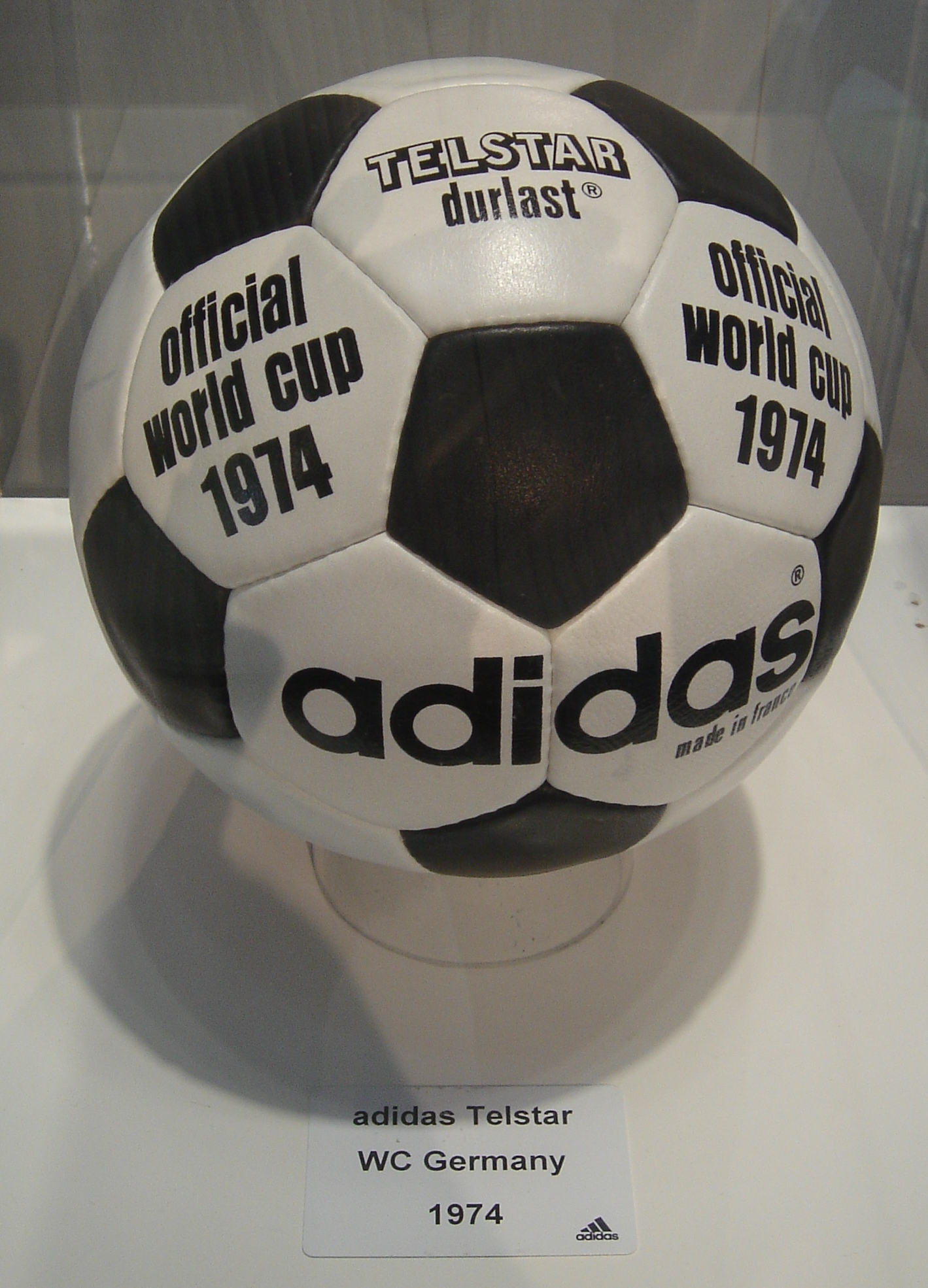
Adidas Telstar Durlast, balón oficial del torneo

| Jugador          | Selección        | Goles |
| ---------------- | ---------------- | ----- |
| Grzegorz Lato    | Polonia          | 7     |
| Andrzej Szarmach | Polonia          | 5     |
| Johan Neeskens   | Países Bajos     | 5     |
| Gerd Müller      | Alemania Federal | 4     |
| Johnny Rep       | Países Bajos     | 4     |
| Ralf Edström     | Suecia           | 4     |
| Paul Breitner    | Alemania Federal | 3     |
| Dušan Bajević    | Yugoslavia       | 3     |
| Rivelino         | Brasil           | 3     |
| Johan Cruyff     | Países Bajos     | 3     |
| René Houseman    | Argentina        | 3     |
| Kazimierz Deyna  | Polonia          | 3     |

## Estadísticas finales
| Equipo | Equipo               | Pts | PJ | PG | PE | PP | GF | GC | Dif | Rend   |
| ------ | -------------------- | --- | -- | -- | -- | -- | -- | -- | --- | ------ |
| 1      | Alemania Federal     | 12  | 7  | 6  | 0  | 1  | 13 | 4  | 9   | 85,7 % |
| 2      | Países Bajos         | 11  | 7  | 5  | 1  | 1  | 15 | 3  | 12  | 78,6 % |
| 3      | Polonia              | 12  | 7  | 6  | 0  | 1  | 16 | 5  | 11  | 85,7 % |
| 4      | Brasil               | 8   | 7  | 3  | 2  | 2  | 6  | 4  | 2   | 57,1 % |
| 5      | Suecia               | 6   | 6  | 2  | 2  | 2  | 7  | 6  | 1   | 50,0 % |
| 6      | Alemania Democrática | 6   | 6  | 2  | 2  | 2  | 5  | 5  | 0   | 50,0 % |
| 7      | Yugoslavia           | 4   | 6  | 1  | 2  | 3  | 12 | 7  | 5   | 41,7 % |
| 8      | Argentina            | 4   | 6  | 1  | 2  | 3  | 9  | 12 | -3  | 41,7 % |
| 9      | Escocia              | 4   | 3  | 1  | 2  | 0  | 3  | 1  | 2   | 66,7 % |
| 10     | Italia               | 3   | 3  | 1  | 1  | 1  | 5  | 4  | 1   | 50.0 % |
| 11     | Chile                | 2   | 3  | 0  | 2  | 1  | 1  | 2  | -1  | 33,3 % |
| 12     | Bulgaria             | 2   | 3  | 0  | 2  | 1  | 2  | 5  | -3  | 33,3 % |
| 13     | Uruguay              | 1   | 3  | 0  | 1  | 2  | 1  | 6  | -5  | 16,6 % |
| 14     | Australia            | 1   | 3  | 0  | 1  | 2  | 0  | 5  | -5  | 16,6 % |
| 15     | Haití                | 0   | 3  | 0  | 0  | 3  | 2  | 14 | -12 | 0,0 %  |
| 16     | Zaire                | 0   | 3  | 0  | 0  | 3  | 0  | 14 | -14 | 0,0 %  |

### Mascota
Las mascotas oficiales de la Copa Mundial de 1974 fueron los chicos Tip y Tap. En su turno de organizar la Copa Mundial, Alemania siguió el modelo mexicano de utilizar una figura humana. Pero esta vez se eligieron dos mascotas: Tip y Tap son dos niños alegres, que probablemente representan el juego limpio entre Alemania Oriental y Occidental, que, aunque separadas, participan juntas en la competición deportiva.
La camiseta de uno de ellos lleva las siglas WM, las iniciales de la Copa del Mundo en alemán; la del otro, el número 74, el año en que se celebró la competición. Los dos transmiten el mensaje de unidad y amistad, repetido 32 años después en la figura de la mascota Goleo y su amigo Pille, cuando la Copa del Mundo volvió a disputarse en la Alemania reunificada.

### Controversia
El jugador polaco Wladyslaw Zmuda recordó en 2021 que un dirigente italiano apareció en la antesala del vestuario del estadio con una valija llena de dinero para que los polacos se dejaran ganar en el segundo tiempo del partido entre Italia y Polonia. Zmuda: "Los italianos estaban bastante seguros de que iban a vencer, pero al terminar el primer tiempo les estábamos ganando 2-0 y la clasificación se les estaba escapando y cuando nos dirigíamos al vestuario, notamos que en el túnel nos esperaba un hombre que tenía un maletín en su mano y al abrirlo aparecieron fajos de billetes, un montón de dólares. No lo podía creer. ¡Un tipo con un maletín de dinero en medio de un partido de la Copa del mundo! Creo que entonces uno de los miembros de nuestro staff empezó a forcejear con él. Eso sólo fue un momento y enseguida nos mandaron para el vestuario. Pero recuerdo perfectamente ese dinero". Miroslaw Bulzacki, antiguo agente futbolístico polaco, confirmó la acusación de Zmuda: "recuerdo ese maletín. Trató de dárselo a uno de los jugadores, pero nadie quiso llevárselo. Nos echaron a todos y nos ordenaron meternos en el vestuario, a donde él ya no pudo ingresar".

## Filmografía
- Documental TVE (30 de abril de 2013), «Conexión Vintage - "Beckenbauer contra Cruyff", película oficial del Mundial'74» en rtve.es